# 卡斯特罗沃尔
卡斯特罗沃尔，是西班牙卡斯蒂利亚-莱昂巴利亚多利德省的一个市镇。总面积17平方公里，
2001年普查人口總數為82人，人口密度為每平方公里5人。